# Bjørånes Station
Bjørånes Station (Bjørånes stasjon) var en jernbanestation på Rørosbanen, der lå i Stor-Elvdal kommune i Norge.
Stationen åbnede som holdeplads 4. juni 1881. Oprindeligt hed den Bjøraanæset, men den skiftede navn til Bjøraanæsset omkring 1883, til Bjøraaneset i april 1894, til Bjøråneset i april 1921 og endelig til Bjørånes 1. februar 1926. Den fik krydsningsspor i 1911. Den blev opgraderet til station 1. juni 1923 men nedgraderet til trinbræt igen 22. maj 1932. Den blev nedgraderet til trinbræt 1. april 1967 og nedlagt 2. juni 1985.
Den første stationsbygning var egentlig en banevogterbolig, der blev opført til åbningen i 1877 efter tegninger af Georg Andreas Bull. I 1956 opførtes en ny stationsbygning efter tegninger af NSB Arkitektkontor, og i 1958 blev den gamle bygning solgt til nedrivning sammen med et udhus og et vandtårn. Den nye bygning blev revet ned i 1983. I dag er der kun enkeltspor på stedet. 